# Лафкин, Оливия
Оливия Лафкин (англ. Olivia Lufkin; известная как OLIVIA; род. 9 декабря 1979) — японская певица, автор песен и модель.

## Биография

### Детство и юность
Оливия Лафкин родилась 9 декабря 1979 года в префектуре Окинава, Япония. В 1982 году она переехала в Сан-Диего, Калифорния, а затем вернулась в Окинаву. Позже Оливия снова переехала в США, на этот раз в Северную Каролину, а через 2 года снова вернулась в Окинаву.
Оливия училась в Окинавской актёрской школе. Там её заметил известный продюсер Тэцуя Комура. Благодаря ему Оливия попала в девичью группу D & D. Впоследствии Оливия записала сингл «Together Now» для чемпионата мира по футболу 1998 года. После этого D & D распался — Оливия начала сольную карьеру, а Тика и Ая (две другие участницы группы) образовали дуэт без неё.

### 1999—2002: Начало сольной карьеры
В отличие от музыки D & D, первый сингл Оливии, «ILY: Yokubou», имел сильное поп-роковое звучание. Хотя Оливия не написала свои первые два сингла (они были написаны T2ya), она написала третий — «Dear Angel» («Дорогой ангел»), и следующие песни.
В 1999 и 2000 годах Оливия выпустила 6 синглов, все с поп-роковым звучанием. В 2000 году она выпустила свой первый сольный альбом Synchronicity. Альбом занял двадцатое место в чарте Oricon.
После летнего перерыва Оливия начала сама заниматься своей карьерой, выпустив 12 декабря 2001 года седьмой сингл под названием «Sea Me» («Море меня»). После этого Оливия перешла к лейблу Cutting Edge. Под этим лейблом Оливия продолжает выпускать синглы и альбомы.
Следующий сингл Оливии, «Into the Stars» («К звёздам»), вышел в сентябре 2002 года. Сингл вошёл в мини-альбом Internal Bleeding Strawberry («Внутреннее кровотечение клубники»), выпущенный 21 февраля 2003 года.

### 2003—2004: Новый стиль
2003 год ознаменовался абсолютным изменением стиля Оливии, после того как она начала сотрудничать со своим братом Джеффри Лафкином. На протяжении этого периода её музыка стала гораздо «темней» — набрала более тяжёлого звучания, тексты приобрели более меланхолический характер. В этот период Оливия перестала издавать синглы, зато издала четыре мини-альбома — Internal Bleeding Strawberry, Merry & Hell Go Round, Comatose Bunny Butcher и Return of the Chlorophyll Bunny.
Помимо этого, Оливия, вместе с подругой Фридией Ниимурой, решила запустить линию одежды под названием Black Daisy Ville. Одежда выпускалась до 2004 года, пока Фридия Ниимура не переехала в США.
В 2004 году Оливия выпустила свой второй альбом The Lost Lolli, в который вошли лучшие песни из предыдущих мини-альбомов и два новых трека — «Alone in Our Castle» («Наедине в нашей крепости») и «Fake Flowers» («Искусственные цветы»). Альбом занял лишь 111-е место в чарте Oricon. Однако впоследствии он был выпущен и за рубежом, а именно в США, что свидетельствовало о популярности Оливии за пределами Японии.

### 2005—2006: Возвращение
После выпуска The Lost Lolli Оливия сделала перерыв. Она почти не выступала, кроме концерта 30 октября 2005 года. Несмотря на это, Оливия продолжала работать моделью для модных журналов.
В марте 2006 года Оливия заявила о возвращении в сферу музыки. Она озвучила Рэйру Сэридзаву — солистку вымышленной группы Trapnest, героиню аниме Nana. Для Рэйры Оливия написала несколько песен под псевдонимом Olivia Inspi 'Reira (Trapnest). Оливии пришлось работать вместе с Анной Цутией, японской певицей, которая озвучивала главную героиню аниме — Нану Осаки, вокалистку группы BLAST.
Мангака Ай Ядзава попросила Оливию написать музыку для Рэйры после того, как прослушала песни «Sea Me» и «Into the Stars», заявив: «Именно она нам подходит!». «A Little Pain» («Немного боли») стала первым синглом, написанным Оливией для аниме. Сначала певица придумала музыку, потом — текст на английском языке. Впоследствии слова были переведены на японский язык. Эта песня об «одиночестве, слабости и силе Рэйры», поскольку Оливии удалось найти много общих черт с персонажем.
Оливия заявила, что её музыкальные взгляды изменились. Перерыв, сделанный после выхода в свет The Lost Lolli, был вызван депрессивным состоянием певицы. По словам Оливии, она «стала замечать и осознала много своих ошибок», её стиль «стал гораздо детальнее», он стал «благозвучнее» и «намного круче».
Чтобы озвучить Рэйру, Оливии пришлось углубиться в мангу, ведь, по её словам, мангу она «никогда не читала». О написании песни «A Little Pain» Оливия сказала: «Было весело петь так, будто ты — другая. Как актриса. Я написала слова, имея в голове образ Рэйры, её восприятие самой себя. Но из-за того, что она Рэйра, она должна помочь всем вокруг неё. Вот почему кажется, что она поёт для всех. На самом деле она поёт для себя. Я писала песню с этой мыслью».
«A Little Pain» заняла восьмое место в чарте Oricon, на две ступеньки ниже песни Анны Цутии «Rose», вышедшей в тот же день. Впервые песня Оливии вошла в первую десятку чарта. За две недели сингл разошёлся бо́льшим тиражом, чем её дебютный «ILY: Yokubou», наиболее успешным сингл до того.
В 2006 году Оливия продолжила писать музыку для NANA . Её песни стали темами начала и окончания аниме. Сингл Wish / Starless Night («Желание / Ночь без звезд») занял седьмое место в чарте Oricon. После этого успеха Оливия впервые выступила в Калифорнии в 2006 году.

### 2007 — настоящее время: Скромный успех

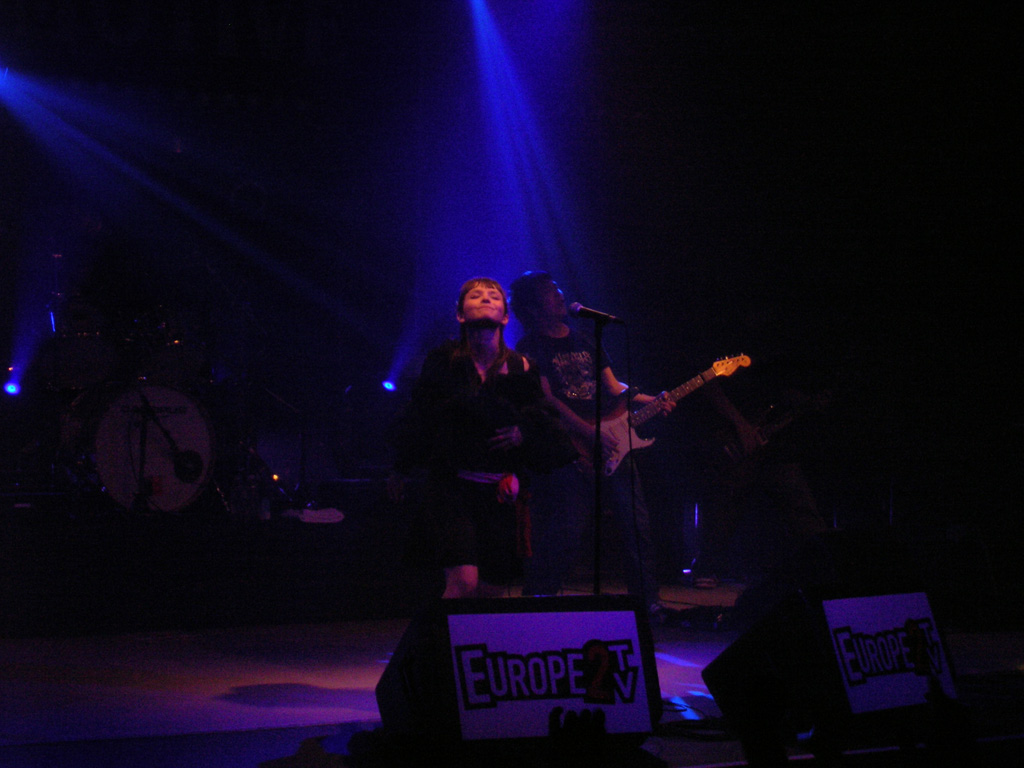
Концерт Оливии Лафкин (Париж, 2007 год)

17 января 2007 года был выпущен новый альбом Оливии — The Cloudy Dreamer («Облачный мечтатель»). Он занял пятнадцатое место в чарте Oricon, что стало наивысшей ступенькой, которую когда-либо занимали альбомы Оливии. Альбом включал в себя песню «Dream Cather» («Телохранитель мечты»), которая стала саундтреком сериала Hell Girl. 28 февраля 2007 года Оливия выпустила диск под названием Olivia Inspi 'Reira (Trapnest), содержавший песни из аниме NANA и несколько новых.
Через некоторое время был выпущен новый альбом под названием Nana Best, в который вошли самые известные хиты Анны Цутии и Оливии, написанные для аниме Nana.
6 июля 2007 года Оливия выступила в Париже, исполняя песни из альбомов Olivia Inspi 'Reira (Trapnest), The Lost Lolli и The Cloudy Dreamer. Она также была особой гостьей на Japan Expo, который проходил 6 и 7 июля в Париже.
17 сентября 2008 года Оливия выпустила свой шестой альбом Trinka Trinka. В альбом вошли только новые песни. После выхода альбома Оливия выступила с концертом в клубе Shibuya Womb 24 октября 2008 года. На концерт пришло более 600 поклонников.
30 декабря 2008 года Оливия выступила совместно с японским рок-музыкантом Инораном. 15 апреля 2009 года они выпустили совместный сингл Sailing Free («Свободное плавание»), который стал саундтреком к видео-игре Sengoku Basara Battle Heroes. Sailing Free стал первым синглом Оливии за последние три года.
Оливия выступила на аниме-конвенции в Германии, которая прошла с 10 по 12 сентября 2010 года.

## Дискография

### Альбомы
- Synchronicity — Avex Trax — 6 декабря 2000 года
- The Lost Lolli — Cutting Edge — 18 февраля 2004 года
- Olivia Inspi' Reira (Trapnest) — Cutting Edge — 28 февраля 2007 года

### Мини-альбомы
- Internal Bleeding Strawberry — Avex Trax — 21 февраля 2003 года
- Merry&Hell Go Round — Cutting Edge — 27 июня 2003 года
- Comatose Bunny Butcher — Cutting Edge — 12 сентября 2003 года
- The Return of the Chlorophyll Bunny — Cutting Edge — 3 декабря 2003 года
- The Cloudy Dreamer — Cutting Edge — 1 января 2007 года
- Trinka Trinka — Cutting Edge — 17 сентября 2008 года

### Синглы
- I.L.Y.: Yokubou (欲望, Lust) — Avex Trax − 3 февраля 1999 года
- Re-act — Avex Trax — 12 мая 1999 года
- Dear Angel — Avex Trax — 6 октября 1999 года
- Dress Me Up — Avex Trax — 19 апреля 2000 года
- Dekinai (できない, I Can’t) — Avex Trax — 26 июля 2000 года
- Color of Your Spoon — Avex Trax — 4 октября 2000 года
- Sea Me — Avex Trax — 5 декабря 2001 года
- Into the Stars — Cutting Edge — 4 сентября 2002 года
- A Little Pain (как Olivia Inspi' Reira (Trapnest)) — Cutting Edge — 28 июня 2006 года
- Wish/Starless Night (как Olivia Inspi' Reira (Trapnest)) — Cutting Edge — 11 октября 2006 года
- Sailing Free — Cutting Edge — 15 апреля 2009 года

### DVD
- Видеоклипы — Cutting Edge — 13 марта 2002 года

### Сборники
- Tuesday Song (#5 Dear Angel) — Universal Music — 22 января 2003 года
- Option Presents Stream Z J-Loud Edition (#5 SpiderSpins (Lost Lolli Mix)) — Avex Trax — 27 октября 2004 года
- Nana Best (Olivia Inspi' Reira (Trapnest) & Anna Tsuchiya Inspi' Nana (Black Stones)) — Cutting Edge — 21 марта 2007 года
- Flower Festival: Vision Factory Presents (#8 Bleeding Heart) — Sonic Groove — 19 марта 2008 года

### Совместные проекты
- Together Now («Вместе сейчас») (Жан Мишель Жарр и Тэцуя Комуро) — SMEJ − 22 апреля 1998 года
- Музыка на чемпионате мира по футболу 1998 года: Allez! Ola! Ole! (#15 Together Now) — Sony BMG — 9 июня 1998 года
- Новейшие песни Тэцуи Комуро 1998 года — SMEJ — 26 ноября 1998 года